# Florin Arteni
Florin Nicolae Arteni-Fîntînariu, född 6 mars 2001, är en rumänsk roddare.

## Karriär

### Ungdomskarriär
Vid junior-VM 2018 i Račice tog Arteni guld i tvåa utan styrman tillsammans med Laurențiu Danciu. Två månader senare, vid ungdoms-OS 2018 i Buenos Aires, tog de silver tillsammans efter att ha slutat 0,25 sekunder efter Italien. Vid junior-VM 2019 i Tokyo tog han guld tillsammans med Alexandru Gherasim i tvåa utan styrman.
Vid U23-EM 2020 i Duisburg tog Arteni guld i fyra utan styrman tillsammans med Mugurel Semciuc, Ștefan Berariu och Cosmin Pascari samt var en del av Rumäniens lag som tog silver i åtta med styrman. Vid U23-EM 2021 i Kruszwica tog han guld tillsammans med Ștefan Berariu, Laurențiu Danciu och Ciprian Huc i fyra utan styrman.
Vid U23-VM 2022 i Varese slutade Arteni på fjärde plats i fyra utan styrman. Vid U23-EM 2022 i Heindonk tog han guld i fyra med styrman tillsammans med Andrei-Petrişor Axintoi, Alexandru Gherasim, Laurențiu Danciu och Maria-Antonia Iancu samt var en del av Rumäniens lag som tog guld i åtta med styrman.

### Seniorkarriär
Vid EM 2020 i Poznań var Arteni en del av Rumäniens lag som tog silver i åtta med styrman. Vid EM 2021 i Varese var han återigen en del av Rumäniens lag som tog silver i åtta med styrman. Vid olympiska sommarspelen 2020 i Tokyo, som arrangerades 2021, var Arteni en del av Rumäniens lag som blev utslagna i återkvalet i åtta med styrman och slutade på sjunde plats.
Vid EM 2022 i München var Arteni en del av Rumäniens lag som slutade på femte plats i åtta med styrman. Vid VM 2022 i Račice var han en del av Rumäniens lag som slutade på sjätte plats i åtta med styrman. Vid EM 2023 i Bled tog Arteni silver i åtta med styrman med det rumänska laget, endast 0,05 sekunder efter Storbritannien. Han tävlade även tillsammans med Ciprian Tudosă i dubbelsculler, där de vann b-finalen och slutade på totalt sjunde plats. Vid VM 2023 i Belgrad vann de återigen b-finalen i dubbelsculler och slutade på sjunde plats.
Vid EM 2024 i Szeged tog Arteni silver tillsammans med Florin Lehaci i tvåa utan styrman samt brons tillsammans med det rumänska laget i åtta med styrman. Vid olympiska sommarspelen 2024 i Paris slutade han på fjärde plats tillsammans med Florin Lehaci i tvåa utan styrman samt var en del av Rumäniens lag som slutade på femte plats i åtta med styrman.
Vid EM 2025 i Plovdiv tog Arteni guld i tvåa utan styrman tillsammans med Florin Lehaci.